# Julian Reus
Julian Reus (* 29. April 1988 in Hanau) ist ein ehemaliger deutscher Leichtathlet, der sich auf den Sprint spezialisiert hatte und mit 10,01 s von 2016 bis 2024 deutscher Rekordhalter im 100-Meter-Lauf war.

## Sportliche Laufbahn
Reus gewann 2007 bei den Junioreneuropameisterschaften zweimal Gold (100 Meter und 4-mal-100-Meter-Staffel) und einmal Silber (200 Meter). Bei den Deutschen Jugendmeisterschaften holte er 2006 über 200 Meter und 2007 über 100 Meter den Sieg. 2007 gewann er weitere Titel bei den Deutschen Jugendhallenmeisterschaften auf der 60- und 200-Meter-Strecke, und bei den U20-Europameisterschaften in Hengelo über 100 Meter und mit der Staffel, über 200 Meter wurde er Zweiter.
Bei den Erwachsenen erreichte Reus mit dem vierten Platz bei den Deutschen Hallenmeisterschaften 2007 einen ersten Erfolg. Bei den Weltmeisterschaften 2007 in Osaka nahm er mit der 4-mal-100-Meter-Staffel teil und wurde zusammen mit Ronny Ostwald, Tobias Unger und Alexander Kosenkow Sechster.

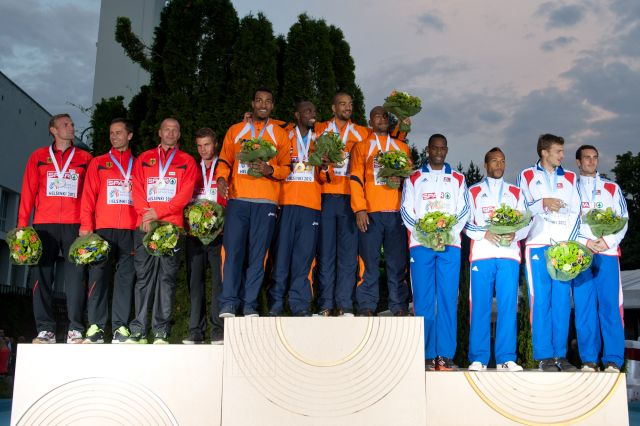
Siegerehrung in Helsinki 2012

Nach langwierigen Verletzungsproblemen in den Vorjahren gewann Reus 2012 bei den Deutschen Meisterschaften in Wattenscheid Gold über 200 und Bronze über 100 Meter, wobei er jeweils neue persönliche Bestleistungen aufstellte. Bei den Europameisterschaften im selben Jahr holte er mit zusammen mit Tobias Unger, Alexander Kosenkow und Lucas Jakubczyk die Silbermedaille in der 4-mal-100-Meter-Staffel.
Kurze Zeit später lief Reus in Weinheim bei einem Testwettkampf zu den Olympischen Spielen 2012 in London über 100 Meter in 10,09 s erneut eine persönliche Bestzeit. Mit der Staffel verbesserte er dort außerdem den 30 Jahre bestehenden deutschen Rekord auf 38,02 s. In London verpasste diese zwei Wochen darauf allerdings in 38,37 s den Einzug ins Finale.
2013 wurde Reus in persönlicher Bestzeit Deutscher Hallenmeister. Bei den Halleneuropameisterschaften in Göteborg erreichte er eine Woche später den sechsten Platz. Im Juli gewann er in Ulm seinen ersten deutschen Meistertitel über 100 Meter in neuer Meisterschaftsrekordzeit von 10,14 s und siegte erneut über 200 Meter in 20,36 s. Beim WM-Vorbereitungswettkampf in Weinheim verbesserte er seine Bestleistung um eine Hundertstelsekunde auf 10,08 s. Bei den Weltmeisterschaften schied er im Vorlauf aus, mit der Staffel belegte er in 38,04 s den vierten Rang.
Bei den Deutschen Meisterschaften 2014 in Ulm verteidigte er über 100 Meter seinen Meistertitel und verbesserte im Halbfinale in 10,05 s den seit 1985 von Frank Emmelmann gehaltenen deutschen Rekord um eine Hundertstelsekunde. Bei den Europameisterschaften in Zürich gewann er in der 4-mal-100-Meter-Staffel zusammen mit Sven Knipphals, Alexander Kosenkow und Lucas Jakubczyk erneut Silber.
2015 gewann er im 60-Meter-Lauf mit Bronze in 6,60 s hinter Richard Kilty und Christian Blum bei den Halleneuropameisterschaften in Prag seine erste Einzelmedaille bei den Aktiven. In Nürnberg konnte er zum dritten Mal in Folge den deutschen Meistertitel über 100 Meter erringen und qualifizierte sich über beide Sprintstrecken für die Weltmeisterschaften in Peking. Dort erreichte er über 100 Meter als erster Deutscher seit 1983 das Halbfinale, war dort aber der Langsamste der 24 Läufer, über 200 Meter schied er bereits im Vorlauf aus. Anschließend wurde er in der Staffel zusammen mit Knipphals, Kosenkow und Aleixo-Platini Menga Vierter, nachdem die US-Staffel disqualifiziert worden war.
In der Hallensaison 2016 stellte Reus gleich zweimal den 27 Jahre alten deutschen Rekord von Sven Matthes über 60 Meter in 6,53 s ein, am 29. Januar 2016 beim Abendsportfest in Erfurt und am 20. Februar 2016 beim Hallenmeeting in Chemnitz. Bei den Deutschen Meisterschaften eine Woche später sprintete er dann 6,52 s und wurde alleiniger Rekordinhaber. Auch über 200 Meter gewann er, mit 20,55 s in der drittbesten Zeit eines deutschen Sprinters über diese Strecke. Am 24. Juni 2016 verbesserte er in Zeulenroda erneut den deutschen Rekord über 100 Meter um zwei Hundertstelsekunden auf 10,03 s. Bei den Europameisterschaften 2016 in Amsterdam qualifizierte er sich aber weder über 100 noch über 200 Meter für das Finale. Mit der Staffel gewann er die Bronzemedaille. Am 29. Juli 2016 verbesserte er bei einem Meeting in Mannheim den deutschen Rekord über 100 Meter ein weiteres Mal auf 10,01 s (bei 1,8 m/s Rückenwind). Am 13. August 2016 konnte er diese Leistung bei den Olympischen Spielen in Rio jedoch nicht abrufen und schied schon in der ersten Qualifikationsrunde als 7. von 8. in seinem Lauf (insgesamt 45.) aus.
2017 wurde Reus im nordfranzösischen Villeneuve-d’Ascq in der Metropolregion Lille Team-Europameister, beim 100-Meter-Lauf und mit der 4-mal-100-Meter-Staffel belegte er jeweils den 2. Platz. In Erfurt holte er sich zum fünften Mal hintereinander den Deutschen Meistertitel im 100-Meter-Lauf.
2018 trat er wieder bei den Deutschen Hallenmeisterschaften an und wurde Deutscher Hallenmeister.
2021 beendete Reus mit den Olympischen Spielen in Tokio und einem 6. Platz im Staffelfinale über 4-mal 100 Meter seine leistungssportliche Karriere.

## Auszeichnungen
- 2014: „Felix“ – Sportler des Jahres von Nordrhein-Westfalen

## Vereinszugehörigkeiten
Bis Ende des Jahres 2007 trainierte Julian Reus beim Erfurter LAC unter der Leitung von Gerhard Jäger. Außerdem absolvierte er die Bundeswehr-Grundausbildung in der Sportfördergruppe Nienburg. Seit 2008 startete er für den TV Wattenscheid 01 Leichtathletik. Dort trainierte er unter anderem zusammen mit seinen Staffelkollegen Ostwald und Kosenkow und wurde mit der 4-mal-100-Meter-Staffel 2008 Deutscher Meister.
Nachdem die Jahre 2008 und 2009 nicht mit dem gewünschten Erfolg verlaufen waren, entschied sich Reus, zurück nach Erfurt an seine alte Wirkungsstätte zu gehen. Seit 2010 startete er für den Erfurter LAC, wechselte 2011 aber wieder zum TV Wattenscheid. Seit 2018 ist Reus wieder beim Erfurter LAC.

## Bestzeiten
(Stand: 8. Februar 2018)
Halle
- 60 m: 6,52 s, Leipzig, 27. Februar 2016 DR
- 200 m: 20,55 s, Leipzig, 28. Februar 2016
- 300 m: 33,49 s, Erfurt, 27. Januar 2017
- 4 × 200 m: 1:23,51 min, Leipzig, 23. Februar 2014 DR

Freiluft
- 100 m: 10,01 s (+1,8 m/s), Mannheim, 29. Juli 2016 DR
- 100 m: 9,99 s (+4,8 m/s), Stockholm, 18. Juni 2017
- 200 m: 20,29 s (+1,0 m/s), Erfurt, 9. Juli 2017
- 200 m: 20,23 s (+2,3 m/s), Zeulenroda, 24. Juni 2016
- 4 × 100 m: 38,02 s, Weinheim, 27. Juli 2012 DR